# Juniperus chinensis 'Blaauw'
Можжевельник китайский 'Blaauw' (Juniperus chinensis 'Blaauw') — карликовый сорт можжевельника китайского (Juniperus chinensis), вида рода Можжевельник (Juniperus) семейства Кипарисовые (Cupressaceae). Был ввезён в Нидерланды в 1924 году из Японии.

## Биологическое описание
Вечнозелёное кустовидное растение высотой от 1 до 2,5 м (при том, что растения можжевельника китайского могут достигать в высоту 25 м) с кроной диаметром около 1,5 м (до 1,8 м). Крона густая, в молодости воронковидная (раскидистая), постепенно с возрастом становится колонновидной; ветви расположены костровидно (то есть направлены в разные стороны под разными углами). Цвет кроны — серо-зелёный.
Хвоя большей частью чешуевидная, однако в глубине растения иногда встречается и игловидная хвоя (свойственная для ювенильных растений можжевельника). Чешуевидные хвоинки имеют треугольную либо ромбическую форму. Хвоя пахучая, серо-голубая, собрана в относительно крупные образования, напоминающие плюмаж.
Для растений этого сорта характерен медленный рост — до 10 см в год в высоту и до 5 см в год в ширину.
Плоды, как и у всех видов можжевельника, мелкие, шаровидной формы.

## Использование
В садоводстве растения этого сорта используются как для групповых, так и для одиночных посадок; пригодны для посадок в рокарии.

### Агротехника
Требуется хорошо дренированная почва и солнечное (либо слегка затенённое) место. В обрезке растения практически не нуждаются. Растение нормально развивается как на открытом, так и на закрытом от ветра пространстве. В открытом грунте этот сорт можжевельника пригоден для выращивания в зонах морозостойкости с 4 по 9.
Размножают сорт полуодревесневшими черенками, а также, как и другие сорта можжевельника, отводками и семенами.
При работе с растением следует учитывать, что его хвоя может вызвать раздражение кожи.

## Синонимы
- Juniperus ×gracilis 'Blaauw'[3]
- Juniperus ×media 'Blaauw'[1]
- Juniperus ×media 'Blauws Variety'[3]
- Juniperus ×pfitzeriana 'Blaauw'[3]